# Солоуха
Солоуха — село в Пировском районе Красноярского края России. Административный центр Солоухинского сельсовета.

## География
Село находится на реке Белая (приток Кеми), в тайге в 15 км к северу от села Пировское, в 195 км от Красноярска и в 53 км к юго-юго-западу от Лесосибирска.
Ближайшая жд. станция Пировская (на линии Ачинск — Лесосибирск) находится в 9 км к северо-западу.

## История
В 1669 году в селе появились первые жилые дома. С 1914 года — статус села. С 2005 года — административный центр сельсовета.

## Название
По легенде село названо в честь коня по кличке «Соловей», который утонул в болоте. После чего от коня торчали уши. Затем слова «Соловей» и «ухо» соединили и получилось Солоуха.

## Население
| 2010 |
| ---- |
| 203  |

Национальный состав (2002): татары — 92 %

## Внутреннее деление
Село состоит из улиц: Школьная, Центральная, Зелёная.

## Экономика
В селе занимаются сельским хозяйством: имеется элеватор, животный двор и агропромхозяйство.

## Культура и образование
В селе имеются 2 школы: начальная школа (ул. Центральная, 20), основная школа (ул. Центральная, 1А)
Сельский дом культуры, библиотека, ночной клуб, почта. Около СДК находится Военный мемориал. 
При въезде со стороны Пировского на холме выложено по-татарски: «Солоуха 105 ел» (Солоухе 105 лет).

## Транспорт
Около школ стоят остановки маршрутного такси. Действует маршрут №173 (школьный) в Долгово.